# Emma Amos
Emma Amos   (Atlanta, 16 de març de 1937 - Bedford, 20 de maig de 2020) fou una artista estatunidenca.
Va créixer amb el teló de fons del moviment pels drets civils als Estats Units; en el context de l'època i com a dona jove i de color, la seva intenció de fer carrera com a artista era una elecció radical. Però abans d'això va treballar com a dissenyadora tèxtil, de manera que més endavant va integrar els teixits en les seves obres figuratives. Va ser l'única artista femenina convidada a formar part del grup d'artistes afroamericans conegut amb el nom de Spiral (Espiral), en el decenni de 1960, i uns anys més tard, cap a mitjans de la dècada de 1970, va començar a mostrar dones afroamericanes en diferents contextos de la vida quotidiana: American Girl (Noia americana), Dream Girl (Noia somiant) o Pool Lady (Senyora a la piscina). Amos solia dir: «Cada vegada que penso en el color, és com una declaració política. […] Seria un autèntic luxe ser blanca i no haver de pensar-hi mai». El 1994 va mostrar els sentiments que s'experimenten sent una dona de color en un autoretrat en el qual, per sota del capot fosc que du, s'entreveu una disfressa de Wonder Woman.